# 入江 (静岡市)
入江（いりえ）は、静岡市清水区の地名。現行行政地名は入江一丁目から入江三丁目。住居表示実施済み。

## 地理
北で江尻町と銀座、南で千歳町・新富町・入江南町、西で追分と鶴舞町、北西で元城町に隣接する。
住宅街が広がり、町の北側で巴川に面する。

## 歴史

### 沿革
- 1889年（明治22年）4月1日 - 町村制の施行により、入江町、元追分村、上清水村が合併して有渡郡入江町が発足。
- 1896年（明治29年）4月1日 - 郡制の施行により所属郡が安倍郡に変更。
- 1924年（大正13年）2月11日 - 入江町が清水町、不二見村、三保村が合併して清水市が発足。
- 1970年（昭和45年）10月1日 - 入江の一部より入江一丁目・入江二丁目・入江三丁目が新設され、住居表示実施。
- 2003年（平成15年）4月1日 - 清水市が静岡市と合併し、改めて静岡市が発足。入江は「清水入江」に改称。
- 2005年（平成17年）4月1日 - 静岡市が政令指定都市に移行し、旧町域は清水区となる。清水入江は「入江」に改称。

## 世帯数と人口
2021年（令和3年）9月30日現在の世帯数と人口は以下の通りである。
| 町名       | 世帯数  | 人口   |
| ---------- | ------- | ------ |
| 入江一丁目 | 254世帯 | 562人  |
| 入江二丁目 | 173世帯 | 378人  |
| 入江三丁目 | 228世帯 | 482人  |
| 合計       | 655世帯 | 1422人 |

## 小・中学校の学区
市立小・中学校に通う場合、学区は以下の通りとなる。
| 街区 | 小学校                 | 中学校                 |
| ---- | ---------------------- | ---------------------- |
| 全域 | 静岡市立清水入江小学校 | 静岡市立清水第八中学校 |

## 交通

### 鉄道
- 町内に駅はない。最寄駅は東海道本線では清水駅、静岡鉄道静岡清水線では入江岡駅か桜橋駅。

### バス
- 町内にバス停はない。最寄駅はしずてつジャストラインの「浜田町」停留所か「入江岡駅前」停留所。

### 道路
- 静岡県道197号入江富士見線
- 静岡県道75号清水富士宮線
- 東海道
- 柳宮通り
- しらひげ神社通り

## 施設
- 巴川製紙所清水事業所
- しずてつストア入江店
- 慈雲禅寺
- 東明禅院
- 明通寺
- 清水銀行入江支店
- 静岡市立清水入江保育園
- 入江生涯学習交流館
- 清水聖ヤコブ教会